# Темескал Вали (Калифорнија)
Темескал Вали (енгл. Temescal Valley) насељено је место без административног статуса у америчкој савезној држави Калифорнија.

## Демографија
По попису из 2010. године број становника је 22.535.
| Група             | 2000.    | 2010.          |
| Белци             | 0 (0,0%) | 11.380 (50,5%) |
| Афроамериканци    | 0 (0,0%) | 1.507 (6,7%)   |
| Азијати           | 0 (0,0%) | 2.157 (9,6%)   |
| Хиспаноамериканци | 0 (0,0%) | 6.753 (30,0%)  |
| Укупно            | 0        | 22.535         |